# آرثر ليشت
آرثر جيمس ليشت (بالإنجليزية: Arthur James Lichte)‏ (ولد في 20 أبريل 1949 في ذا برونكس، نيويورك، الولايات المتحدة) فريق أول سابق من فئة الأربع نجوم في سلاح الجو الأمريكي. شارك في حرب الخليج الثانية.

## ادعاءات الاعتداء الجنسي
في أغسطس 2016 كشفت صحيفة «ستارز آند ستريبس» عن أن ليشت هو موضوع التحقيق الجنسي الذي يجريه مكتب التحقيقات الجوية التابع للقوات الجوية استنادا إلى مطالبات أحد مرؤوسيه السابقين. تم الإبلاغ عن القضية في البداية من قبل جون ك. بابليك وهو مدون مستقل يركز في مواضيعه على سلاح الجو. قال المدون أنه حصل على وثيقة داخلية للقوات الجوية وصفت شكوى قدمت في وقت سابق من هذا العام من قبل عقيد أن قائدها «استخدم سلطته لإكراه الاتصال الجنسي» ثلاث مرات بين أبريل 2007 وأبريل 2009. قال التقرير أن الضابط الكبير في نقطة ما قاد قيادة التنقل الجوي التي يقع مقرها في قاعدة سكوت الجوية والتي تبعد حوالي 20 ميلا شرق سانت لويس في إلينوي. أكدت ليندا كارد المتحدثة باسم مكتب التحقيقات الخاصة التابع للقوات الجوية التحقيق في الادعاءات ضد ليشت ولكنها لن تعلق أكثر أو تقدم تفاصيل إضافية عن القضية. لدى الانتهاء من التحقيق أصدرت وزيرة سلاح الجو ديبورا لي جيمس رسالة توبيخ وشرعت في تحديد مجلس لتحديد رتبة ليشت قبل تقاعده. في 1 فبراير 2017 أعلن أن ليشت تقاعد بأثر رجعي برتبة لواء.